# IPad Pro
iPad Pro là một dòng máy tính bảng do Apple Inc. thiết kế, phát triển và đưa ra thị trường. iPad Pro sử dụng hệ điều hành iOS, với 2 kích cỡ màn hình, 9.7-inch và 12.9-inch, mỗi màn hình với 3 tùy chọn cho dung lượng bộ nhớ: 32, 128 hoặc 256 GB; cấu hình 256 GB khiến cho iPad Pro trở thành thiết bị iOS đầu tiên có cấu hình bộ nhớ này.
iPad Pro đầu tiên, phiên bản 12.9-inch, được thông báo vào ngày 9 tháng 9 năm 2015, và được đưa ra thị trường vào ngày 11 tháng 11 năm 2015. Nó lớn hơn tất cả các phiên bản iPad trước đó và là máy tính bảng iPad đầu tiên sử dụng RAM LPDDR4. Phiên bản 12,9-inch được nối tiếp với các phiên bản 9,7-inch nhỏ hơn, được công bố vào ngày 21 tháng 3 năm 2016, và được đưa ra thị trường vào ngày 31 tháng 3 năm 2016. So sánh với iPad Air 2, iPad Pro màn hình 9,7-inch có CPU nhanh hơn, camera tốt hơn, và iPad đầu tiên có tính năng True Tone Flash và Retina Flash. Nó cũng có bộ nhớ cao nhất cho một chiếc iPad với một lựa chọn lưu trữ 256 GB và bao gồm màn hình True Tone, cho phép màn hình LCD thích ứng với ánh sáng xung quanh để thay đổi màu sắc và cường độ của nó trong các môi trường khác nhau.

## So sánh các model
| Legend: | Ngưng sản xuất | Hiện tại |

| Phiên bản                    | Phiên bản                    | iPad Pro (2015) | iPad Pro (2015) | iPad Pro (2017) | iPad Pro (2017) | iPad Pro (2018) | iPad Pro (2018) | iPad Pro (2020) | iPad Pro (2020) |
| Kích thước màn hình          | Kích thước màn hình          | 12.9-inch 1st Gen | 9.7-inch 1st Gen | 12.9-inch 2nd Gen | 10.5-inch 1st Gen | 12.9-inch 3rd Gen | 11-inch 1st Gen | 12.9-inch 4th Gen | 11-inch 2nd Gen |
| ---------------------------- | ---------------------------- | --- | --- | --- | --- | --- | --- | --- | --- |
| Hình ảnh                     |                              | | | | | | | | |
| Hệ điều hành ban đầu         | Hệ điều hành ban đầu         | iOS 9.1 | iOS 9.3 | iOS 10.3.2 | iOS 10.3.2 | iOS 12.1 | iOS 12.1 | iPadOS 13.4 | iPadOS 13.4 |
| Hệ điều hành cao nhất hỗ trợ | Hệ điều hành cao nhất hỗ trợ | iPadOS 17.1 | iPadOS 17.1 | iPadOS 17.1 | iPadOS 17.1 | iPadOS 17.1 | iPadOS 17.1 | iPadOS 17.1 | iPadOS 17.1 |
| Mã phiên bản                 | Mã phiên bản                 | A1584 (Wi-Fi) A1652 (Wi-Fi + Di Động) | A1673 (Wi-Fi) A1674 or A1675 (Wi-Fi + Di Động) | A1670 (Wi-Fi) A1671 (Wi-Fi + Di Động) A1821 (Wi-Fi + Di Động, phiên bản Trung Quốc) | A1701 (Wi-Fi) A1709 (Wi-Fi + Di Động) A1852 (Wi-Fi + Di Động, phiên bản Trung Quốc) | A1876 (Wi-Fi) A1895, A2014 (Wi-Fi + Di Động) A1983 (Wi-Fi + Di Động, phiên bản Trung Quốc) | A1980 (Wi-Fi) A1934, A2013 (Wi-Fi + Di Động) A1979 (Wi-Fi + Di Động, phiên bản Trung Quốc) | A2229 (Wi-Fi) A2069, A2232 (Wi-Fi + Di Động) A2233 (Wi-Fi + Di Động, phiên bản Trung Quốc) | A2228 (Wi-Fi) A2068, A2230 (Wi-Fi + Di Động) A2231 (Wi-Fi + Di Động, phiên bản Trung Quốc) |
| Ngày công bố                 | Ngày công bố                 | 9 tháng 9, 2015 | 21 tháng 3, 2016 | 5 tháng 6, 2017 | 5 tháng 6, 2017 | 30 tháng 10 2018 | 30 tháng 10 2018 | 18 tháng 3, 2020 | 18 tháng 3, 2020 |
| Ngày phát hành               | Ngày phát hành               | 11 tháng 11, 2015 | 31 tháng 3, 2016 | 13 tháng 6, 2017 | 13 tháng 6, 2017 | 7 tháng 11, 2018 | 7 tháng 11, 2018 | 25 tháng 3, 2020 | 25 tháng 3, 2020 |
| Giá phát hành                | Giá phát hành                | Phiên bản Wi-Fi: 32 GB – US$799 128 GB – US$949 256 GB – US$1,099 Phiên bản Wi-Fi + Di Động: 128 GB – US$1,079 256 GB – US$1,229 | Phiên bản Wi-Fi: 32 GB – US$599 128 GB – US$749 256 GB – US$899 Phiên bản Wi-Fi + Di Động: 32 GB – US$729 128 GB – US$879 256 GB – US$1,029 | Phiên bản Wi-Fi: 64 GB – US$799 256 GB – US$899 512 GB – US$1,099 Phiên bản Wi-Fi + Di Động: 64 GB – US$929 256 GB – US$1,029 512 GB – US$1,229 | Phiên bản Wi-Fi: 64 GB – US$649 256 GB – US$749 512 GB – US$949 Phiên bản Wi-Fi + Di Động: 64 GB – US$779 256 GB – US$879 512 GB – US$1,079 | Phiên bản Wi-Fi: 64 GB – US$999 256 GB – US$1,149 512 GB – US$1,349 1024 GB – US$1,749 Phiên bản Wi-Fi + Di Động: 64 GB – US$1,149 256 GB – US$1,299 512 GB – US$1,499 1024 GB – US$1,899 | Phiên bản Wi-Fi: 64 GB – US$799 256 GB – US$949 512 GB – US$1,149 1024 GB – US$1,549 Phiên bản Wi-Fi + Di Động: 64 GB – US$949 256 GB – US$1,099 512 GB – US$1,299 1024 GB – US$1,699 | Phiên bản Wi-Fi: 128 GB – US$999 256 GB – US$1,099 512 GB – US$1,299 1024 GB – US$1,449 Phiên bản Wi-Fi + Di Động: 128 GB – US$1,149 256 GB – US$1,249 512 GB – US$1,449 1024 GB – US$1,649 | Phiên bản Wi-Fi: 128 GB – US$799 256 GB – US$899 512 GB – US$1,099 1024 GB – US$1,299 Phiên bản Wi-Fi + Di Động: 128 GB – US$949 256 GB – US$1,049 512 GB – US$1,249 1024 GB – US$1,449 |
| SoC                          | SoC                          | Apple A9X | Apple A9X | Apple A10X Fusion | Apple A10X Fusion | Apple A12X Bionic | Apple A12X Bionic | Apple A12Z Bionic | Apple A12Z Bionic |
| Bộ đồng xử lý chuyển động    | Bộ đồng xử lý chuyển động    | Apple M9 | Apple M9 | Apple M10 | Apple M10 | Apple M12 | Apple M12 | Apple M12 | Apple M12 |
| CPU                          | CPU                          | 2.26 GHz dual-core Apple Twister | 2.26 GHz dual-core Apple Twister (underclocked to 2.16 GHz) | ~2.36 GHz hexa-core Apple Fusion (3× Hurricane + 3× Zephyr) | ~2.36 GHz hexa-core Apple Fusion (3× Hurricane + 3× Zephyr) | 7 nm, Octa-core SOC; 4x Vortex performance cores + 4x Tempest efficiency cores | 7 nm, Octa-core SOC; 4x Vortex performance cores + 4x Tempest efficiency cores | 7 nm, Octa-core SOC; 4x Vortex performance cores + 4x Tempest efficiency cores | 7 nm, Octa-core SOC; 4x Vortex performance cores + 4x Tempest efficiency cores |
| GPU                          | GPU                          | 12-core PowerVR Series 7XT | 12-core PowerVR Series 7XT | 12-core PowerVR Series 7XT | 12-core PowerVR Series 7XT | 7-core GPU | 7-core GPU | 8-core GPU | 8-core GPU |
| Bộ nhớ                       | Bộ nhớ                       | 4 GB LPDDR4 RAM | 2 GB LPDDR4 RAM | 4 GB LPDDR4 RAM | 4 GB LPDDR4 RAM | 64/256/512 GB - 4 GB LPDDR4X RAM 1 TB - 6 GB LPDDR4X RAM | 64/256/512 GB - 4 GB LPDDR4X RAM 1 TB - 6 GB LPDDR4X RAM | 6 GB LPDDR4X RAM | 6 GB LPDDR4X RAM |
| Màn hình                     | Màn hình                     | 12,9 inch (330 mm) đường chéo màn hình cảm ứng đa điểm với đèn nền LED lớp chống trầy và bám vân tay, màn hình gia công nguyên tấm, lớp phủ chống phản xạ | 9,7 inch (250 mm) đường chéo màn hình cảm ứng đa điểm với đèn nền LED lớp chống trầy, hiển thị Wide color, hiển thị True Tone, màn hình gia công nguyên tấm, lớp phủ chống phản xạ | 12,9 inch (330 mm) đường chéo màn hình cảm ứng đa điểm với đèn nền LED lớp chống trầy, hiển thị Wide color, hiển thị True Tone, màn hình gia công nguyên tấm, lớp phủ chống phản xạ, màn hình ProMotion (độ làm tươi 120 Hertz) | 10,5 inch (270 mm) đường chéo màn hình cảm ứng đa điểm với đèn nền LED lớp chống trầy, hiển thị Wide color, hiển thị True Tone, màn hình gia công nguyên tấm, lớp phủ chống phản xạ, màn hình ProMotion (độ làm tươi 120 Hertz) | 12,9 inch (330 mm) đường chéo màn hình Liquid Retina và lớp chống trầy, hiển thị Wide color, hiển thị True Tone, màn hình gia công nguyên tấm, lớp phủ chống phản xạ, màn hình ProMotion (độ làm tươi 120 Hertz) | 11 inch (280 mm) đường chéo màn hình Liquid Retina và lớp chống trầy, hiển thị Wide color, hiển thị True Tone, màn hình gia công nguyên tấm, lớp phủ chống phản xạ, màn hình ProMotion (độ làm tươi 120 Hertz) | 12,9 inch (330 mm) đường chéo màn hình Liquid Retina và lớp chống trầy, hiển thị Wide color, hiển thị True Tone, màn hình gia công nguyên tấm, lớp phủ chống phản xạ, màn hình ProMotion (độ làm tươi 120 Hertz) | 11 inch (280 mm) đường chéo màn hình Liquid Retina và lớp chống trầy, hiển thị Wide color, hiển thị True Tone, màn hình gia công nguyên tấm, lớp phủ chống phản xạ, màn hình ProMotion (độ làm tươi 120 Hertz) |
| Màn hình                     | Màn hình                     | Độ phân giải 2732x2048 pixel với 264 ppi (Màn hình Retina) | Độ phân giải 2048x1536 pixel với 264 ppi (Màn hình Retina) | Độ phân giải 2732x2048 pixel với 264 ppi (Màn hình Retina) | Độ phân giải 2224x1668 pixel với 264 ppi (Màn hình Retina) | Độ phân giải 2732x2048 pixel với 264 ppi (Màn hình Retina) | Độ phân giải 2388x1668 pixel với 264 ppi (Màn hình Retina) | Độ phân giải 2732x2048 pixel với 264 ppi (Màn hình Retina) | Độ phân giải 2388x1668 pixel với 264 ppi (Màn hình Retina) |
| Máy ảnh                      | iSight                       | 8 MP, ƒ/2.4 độ mở, HDR cho hình ảnh, lấy nét tự động, five-element lens, Hybrid IR filter, Backside illumination, nhận diện khuôn mặt, điều khiển phơi sáng, Panorama (lên đến 43 MP), Burst mode, chạm để lấy nét, Photo geotagging, Timer mode, quay video, 1080p video recording (30 fps), video slow motion hỗ trợ 720p at 120 fps, Time-lapse video, ổn định hình ảnh video, 3× zoom kỹ thuật số, Video geotagging | 12 MP, ƒ/2.2 độ mở, Auto HDR for photos, five-element lens, Hybrid IR filter, Backside illumination, Autofocus with Focus Pixels, Improved face detection, điều khiển phơi sáng, Panorama (lên đến 63 MP), Burst mode, Tap to focus, Photo geotagging, Timer mode, Video Recording, Cinematic video stabilization, 4K video recording (30 fps), video 1080p HD với 30 fps hoặc 60 fps, video slow motion hỗ trợ 1080p với 120 fps và 720p với 240 fps, Time-lapse video, 3× zoom kỹ thuật số, Live Photos, True Tone LED flash, Sapphire crystal lens cover, Improved local tone mapping, Improved noise reduction, Video geotagging | 12 MP, ƒ/1.8 độ mở, Auto HDR for photos, Autofocus with Focus Pixels, six-element lens, Hybrid IR filter, Backside illumination,Improved face detection, Exposure control, Panorama (lên đến 63 MP), Burst mode, Tap to focus, Photo and video geotagging, Timer mode, Video Recording, Cinematic video stabilization, 4K video recording (30 fps), 1080p HD video recording at 30fps or 60fps, Slo-mo video support for 1080p at 120 fps and 720p at 240 fps, Time-lapse video, 3× digital zoom, True Tone LED flash, Sapphire crystal lens cover, improved local tone mapping, improved noise reduction | 12 MP, ƒ/1.8 độ mở, Auto HDR for photos, Autofocus with Focus Pixels, six-element lens, Hybrid IR filter, Backside illumination,Improved face detection, Exposure control, Panorama (lên đến 63 MP), Burst mode, Tap to focus, Photo and video geotagging, Timer mode, Video Recording, Cinematic video stabilization, 4K video recording (30 fps), 1080p HD video recording at 30fps or 60fps, Slo-mo video support for 1080p at 120 fps and 720p at 240 fps, Time-lapse video, 3× digital zoom, True Tone LED flash, Sapphire crystal lens cover, improved local tone mapping, improved noise reduction | 12-megapixel camera, ƒ/1.8 độ mở, up to 5x digital zoom, five‑element lens, quad-LED True Tone flash, panorama (lên đến 63 MP), backside illumination sensor, hybrid IR filter, autofocus with Focus Pixels, tap to focus with Focus Pixels, Live Photos with stabilization, wide color capture for photos and Live Photos, improved local tone mapping, exposure control, improved noise reduction, smart HDR for photos, photo geotagging, 4K video recording at 30 fps or 60 fps, 1080p HD video recording at 30 fps or 60 fps, 720p HD video recording at 30 fps, slo‑mo video support for 1080p at 120 fps and 720p at 240 fps, time‑lapse video with stabilization, cinematic video stabilization (1080p and 720p), continuous autofocus video, playback zoom | 12-megapixel camera, ƒ/1.8 độ mở, up to 5x digital zoom, five‑element lens, quad-LED True Tone flash, panorama (lên đến 63 MP), backside illumination sensor, hybrid IR filter, autofocus with Focus Pixels, tap to focus with Focus Pixels, Live Photos with stabilization, wide color capture for photos and Live Photos, improved local tone mapping, exposure control, improved noise reduction, smart HDR for photos, photo geotagging, 4K video recording at 30 fps or 60 fps, 1080p HD video recording at 30 fps or 60 fps, 720p HD video recording at 30 fps, slo‑mo video support for 1080p at 120 fps and 720p at 240 fps, time‑lapse video with stabilization, cinematic video stabilization (1080p and 720p), continuous autofocus video, playback zoom | Wide: 12-megapixel camera, ƒ/1.8 aperture Ultra Wide: 10-megapixel camera, ƒ/2.4 độ mở, 125˚ field of view All: up to 5x digital zoom, five‑element lens, quad-LED True Tone flash, panorama (lên đến 63 MP), backside illumination sensor, hybrid IR filter, autofocus with Focus Pixels, tap to focus with Focus Pixels, Live Photos with stabilization, wide color capture for photos and Live Photos, improved local tone mapping, exposure control, improved noise reduction, smart HDR for photos, photo geotagging, 4K video recording at 30 fps or 60 fps, 1080p HD video recording at 30 fps or 60 fps, 720p HD video recording at 30 fps, slo‑mo video support for 1080p at 120 fps and 720p at 240 fps, time‑lapse video with stabilization, cinematic video stabilization (1080p and 720p), continuous autofocus video, playback zoom | Wide: 12-megapixel camera, ƒ/1.8 aperture Ultra Wide: 10-megapixel camera, ƒ/2.4 độ mở, 125˚ field of view All: up to 5x digital zoom, five‑element lens, quad-LED True Tone flash, panorama (lên đến 63 MP), backside illumination sensor, hybrid IR filter, autofocus with Focus Pixels, tap to focus with Focus Pixels, Live Photos with stabilization, wide color capture for photos and Live Photos, improved local tone mapping, exposure control, improved noise reduction, smart HDR for photos, photo geotagging, 4K video recording at 30 fps or 60 fps, 1080p HD video recording at 30 fps or 60 fps, 720p HD video recording at 30 fps, slo‑mo video support for 1080p at 120 fps and 720p at 240 fps, time‑lapse video with stabilization, cinematic video stabilization (1080p and 720p), continuous autofocus video, playback zoom |
| Máy ảnh                      | FaceTime                     | 1.2 MP, ƒ/2.2 độ mở, quay video HD 720p, HDR tự động cho hình ảnh và video, Backside illumination, điều khiển phơi sáng, Burst mode, Timer mode và nhận diện khuôn mặt | 5 MP, ƒ/2.2 độ mở, quay video HD 720p, Retina Flash, HDR tự động cho hình ảnh và video, Backside illumination, điều khiển phơi sáng, Burst mode, Timer mode và nhận diện khuôn mặt | 7 MP ƒ/2.2 độ mở, quay video 1080p HD, HDR tự động cho hình ảnh và video, Backside illumination, điều khiển phơi sáng, Burst mode, Timer mode và nhận diện khuôn mặt | 7 MP ƒ/2.2 độ mở, quay video 1080p HD, HDR tự động cho hình ảnh và video, Backside illumination, điều khiển phơi sáng, Burst mode, Timer mode và nhận diện khuôn mặt | 7 MP, Portrait mode, Portrait Lighting, Animoji and Memoji, quay video 1080p HD at 30 or 60 fps, Retina Flash, ƒ/2.2 độ mở, Wide color capture for photos and Live Photos, Smart HDR, Backside illumination, tự động ổn định hình ảnh, điều khiển phơi sáng, Burst mode, Timer mode (Face ID supported) | 7 MP, Portrait mode, Portrait Lighting, Animoji and Memoji, quay video 1080p HD at 30 or 60 fps, Retina Flash, ƒ/2.2 độ mở, Wide color capture for photos and Live Photos, Smart HDR, Backside illumination, tự động ổn định hình ảnh, điều khiển phơi sáng, Burst mode, Timer mode (Face ID supported) | 7 MP, Portrait mode, Portrait Lighting, Animoji and Memoji, quay video 1080p HD at 30 or 60 fps, Retina Flash, ƒ/2.2 độ mở, Wide color capture for photos and Live Photos, Smart HDR, Backside illumination, tự động ổn định hình ảnh, điều khiển phơi sáng, Burst mode, Timer mode (Face ID supported) | 7 MP, Portrait mode, Portrait Lighting, Animoji and Memoji, quay video 1080p HD at 30 or 60 fps, Retina Flash, ƒ/2.2 độ mở, Wide color capture for photos and Live Photos, Smart HDR, Backside illumination, tự động ổn định hình ảnh, điều khiển phơi sáng, Burst mode, Timer mode (Face ID supported) |
| Wireless                     | Wi-Fi                        | Wi-Fi (802.11a/b/g/n/ac); dual channel (2.4 GHz and 5 GHz); HT80 with MIMO Bluetooth 4.2 technology | Wi-Fi (802.11a/b/g/n/ac); dual channel (2.4 GHz and 5 GHz); HT80 with MIMO Bluetooth 4.2 technology | Wi-Fi (802.11a/b/g/n/ac); dual channel (2.4 GHz and 5 GHz); HT80 with MIMO Bluetooth 4.2 technology | Wi-Fi (802.11a/b/g/n/ac); dual channel (2.4 GHz and 5 GHz); HT80 with MIMO Bluetooth 4.2 technology | Wi-Fi (802.11a/b/g/n/ac); dual channel (2.4 GHz and 5 GHz); HT80 with MIMO Bluetooth 5.0 technology | Wi-Fi (802.11a/b/g/n/ac); dual channel (2.4 GHz and 5 GHz); HT80 with MIMO Bluetooth 5.0 technology | Wi-Fi (802.11a/b/g/n/ac/ax); dual channel (2.4 GHz and 5 GHz); HT80 with MIMO Bluetooth 5.0 technology | Wi-Fi (802.11a/b/g/n/ac/ax); dual channel (2.4 GHz and 5 GHz); HT80 with MIMO Bluetooth 5.0 technology |
| Wireless                     | Wi-Fi + Di động              | Above plus: UMTS/HSPA/HSPA+/DC-HSDPA (850, 900, 1700/2100, 1900, 2100 MHz); GSM/EDGE (850, 900, 1800, 1900 MHz), CDMA EV-DO Rev. A and Rev. B (800, 1900 MHz), LTE (Bands 1, 2, 3, 4, 5, 7, 8, 13, 17, 18, 19, 20, 25, 26, 28, 29, 38, 39, 40, 41), Data only, Includes Apple SIM (U.S., UK, and Germany only) | Above plus: UMTS/HSPA/HSPA+/DC-HSDPA (850, 900, 1700/2100, 1900, 2100 MHz); GSM/EDGE (850, 900, 1800, 1900 MHz), CDMA EV-DO Rev. A and Rev. B (800, 1900 MHz), LTE Advanced (Bands 1, 2, 3, 4, 5, 7, 8, 12, 13, 17, 18, 19, 20, 25, 26, 27, 28, 29, 30, 38, 39, 40, 41), Data only, Embedded Apple SIM | Above plus: UMTS/HSPA/HSPA+/DC-HSDPA (850, 900, 1700/2100, 1900, 2100 MHz); GSM/EDGE (850, 900, 1800, 1900 MHz), CDMA EV-DO Rev. A and Rev. B (800, 1900 MHz), LTE Advanced (Bands 1, 2, 3, 4, 5, 7, 8, 12, 13, 17, 18, 19, 20, 25, 26, 27, 28, 29, 30, 38, 39, 40, 41), Data only, Embedded Apple SIM | Above plus: UMTS/HSPA/HSPA+/DC-HSDPA (850, 900, 1700/2100, 1900, 2100 MHz); GSM/EDGE (850, 900, 1800, 1900 MHz), CDMA EV-DO Rev. A and Rev. B (800, 1900 MHz), LTE Advanced (Bands 1, 2, 3, 4, 5, 7, 8, 12, 13, 17, 18, 19, 20, 25, 26, 27, 28, 29, 30, 38, 39, 40, 41), Data only, Embedded Apple SIM | Above plus: - UMTS/HSPA/HSPA+/DC‑HSDPA (850, 900, 1700/2100, 1900, 2100 MHz); GSM/EDGE (850, 900, 1800, 1900 MHz) - Gigabit-class LTE (Models A2013 and A2014: bands 1, 2, 3, 4, 5, 7, 8, 11, 12, 13, 14, 17, 18, 19, 20, 21, 25, 26, 29, 30, 34, 38, 39, 40, 41, 46, 66, 71) - Data only - Wi-Fi calling - eSIM | Above plus: - UMTS/HSPA/HSPA+/DC‑HSDPA (850, 900, 1700/2100, 1900, 2100 MHz); GSM/EDGE (850, 900, 1800, 1900 MHz) - Gigabit-class LTE (Models A2013 and A2014: bands 1, 2, 3, 4, 5, 7, 8, 11, 12, 13, 14, 17, 18, 19, 20, 21, 25, 26, 29, 30, 34, 38, 39, 40, 41, 46, 66, 71) - Data only - Wi-Fi calling - eSIM | Above plus: - UMTS/HSPA/HSPA+/DC‑HSDPA (850, 900, 1700/2100, 1900, 2100 MHz); GSM/EDGE (850, 900, 1800, 1900 MHz) - Gigabit-class LTE (Models A2013 and A2014: bands 1, 2, 3, 4, 5, 7, 8, 11, 12, 13, 14, 17, 18, 19, 20, 21, 25, 26, 29, 30, 34, 38, 39, 40, 41, 46, 66, 71) - Data only - Wi-Fi calling - eSIM | Above plus: - UMTS/HSPA/HSPA+/DC‑HSDPA (850, 900, 1700/2100, 1900, 2100 MHz); GSM/EDGE (850, 900, 1800, 1900 MHz) - Gigabit-class LTE (Models A2013 and A2014: bands 1, 2, 3, 4, 5, 7, 8, 11, 12, 13, 14, 17, 18, 19, 20, 21, 25, 26, 29, 30, 34, 38, 39, 40, 41, 46, 66, 71) - Data only - Wi-Fi calling - eSIM |
| Geolocation                  | Wi-Fi models                 | - Wi-Fi - Apple location databases - iBeacon microlocation | - Wi-Fi - Apple location databases - iBeacon microlocation | - Wi-Fi - Apple location databases - iBeacon microlocation | - Wi-Fi - Apple location databases - iBeacon microlocation | - Digital compass - Wi-Fi - iBeacon microlocation | - Digital compass - Wi-Fi - iBeacon microlocation | - Digital compass - Wi-Fi - iBeacon microlocation | - Digital compass - Wi-Fi - iBeacon microlocation |
| Geolocation                  | Wi-Fi + Di Động models       | Above plus: - Assisted GPS - GLONASS - Cellular network | Above plus: - Assisted GPS - GLONASS - Cellular network | Above plus: - Assisted GPS - GLONASS - Cellular network | Above plus: - Assisted GPS - GLONASS - Cellular network | - Assisted GPS, GLONASS, Galileo, and QZSS - Cellular | - Assisted GPS, GLONASS, Galileo, and QZSS - Cellular | - Assisted GPS, GLONASS, Galileo, and QZSS - Cellular | - Assisted GPS, GLONASS, Galileo, and QZSS - Cellular |
| Cảm biến môi trường          | Cảm biến môi trường          | - Gia tốc kế - Gia tốc kế - Cảm biến ánh sáng yếu - Từ kế - Áp kế | - Gia tốc kế - Gia tốc kế - Cảm biến ánh sáng yếu - Từ kế - Áp kế | - Gia tốc kế - Gia tốc kế - Cảm biến ánh sáng yếu - Từ kế - Áp kế | - Gia tốc kế - Gia tốc kế - Cảm biến ánh sáng yếu - Từ kế - Áp kế | - Gia tốc kế - Gia tốc kế - Cảm biến ánh sáng yếu - Từ kế - Áp kế | - Gia tốc kế - Gia tốc kế - Cảm biến ánh sáng yếu - Từ kế - Áp kế | - Gia tốc kế - Gia tốc kế - Cảm biến ánh sáng yếu - Từ kế - Áp kế - LiDAR | - Gia tốc kế - Gia tốc kế - Cảm biến ánh sáng yếu - Từ kế - Áp kế - LiDAR |
| Pin                          | Pin                          | 3.77 V 38.8 W·h (10307mA·h) rechargeable lithium‐polymer battery | 3.82 V 27.91 W·h (7306mA·h) rechargeable lithium‐polymer battery | 3.77 V 41 W·h (10875mA·h) rechargeable lithium‐polymer battery | 3.77 V 30.8 W·h (8134mA·h) rechargeable lithium‐polymer battery | 3.76 V 36.55 W⋅h (9720 mA·h) rechargeable li-ion battery | 3.77 V 29.45 W⋅h (7812mA⋅h) rechargeable li-ion battery | 3.76 V 36.55 W⋅h (9720 mA·h) rechargeable li-ion battery | 3.77 V 29.45 W⋅h (7812mA⋅h) rechargeable li-ion battery |
| Kích thước                   | Kích thước                   | 305,7 mm (12,04 in) (h) 220,6 mm (8,69 in) (w) 6,9 mm (0,27 in) (d) | 240 mm (9,4 in) (h) 169,5 mm (6,67 in) (w) 6,1 mm (0,24 in) (d) | 305,7 mm (12,04 in) (h) 220,6 mm (8,69 in) (w) 6,9 mm (0,27 in) (d) | 250,6 mm (9,87 in) (h) 174,1 mm (6,85 in) (w) 6,1 mm (0,24 in) (d) | 280,6 mm (11,05 in) (h) 214,9 mm (8,46 in) (w) 5,9 mm (0,23 in) (d) | 247,6 mm (9,75 in) (h) 178,5 mm (7,03 in) (w) 5,9 mm (0,23 in) (d) | 280,6 mm (11,05 in) (h) 214,9 mm (8,46 in) (w) 5,9 mm (0,23 in) (d) | 247,6 mm (9,75 in) (h) 178,5 mm (7,03 in) (w) 5,9 mm (0,23 in) (d) |
| Trọng lượng                  | Trọng lượng                  | Wi-Fi model: 710 g (1,57 lb) Wi-Fi + Di Động model: 720 g (1,59 lb) | Wi-Fi: 437 g (0,963 lb) Wi-Fi + Di Động: 444 g (0,979 lb) | Wi-Fi model: 677 g (1,493 lb) Wi-Fi + Di Động model: 692 g (1,526 lb) | Wi-Fi: 469 g (1,034 lb) Wi-Fi + Di Động 477 g (1,052 lb) | Wi-Fi: 631 g (1,391 lb) Wi-Fi + Di Động 633 g (1,396 lb) | 468 g (1,032 lb) | Wi-Fi: 641 g (1,413 lb) Wi-Fi + Di Động 643 g (1,418 lb) | Wi-Fi: 471 g (1,038 lb) Wi-Fi + Di Động 473 g (1,043 lb) |
| Mechanical keys              | Mechanical keys              | - Home button - Sleep/Wake - Volume control | - Home button - Sleep/Wake - Volume control | - Home button - Sleep/Wake - Volume control | - Home button - Sleep/Wake - Volume control | - Sleep/Wake - Volume control | - Sleep/Wake - Volume control | - Sleep/Wake - Volume control | - Sleep/Wake - Volume control |
| Kết nối                      | Kết nối                      | - Lightning Connector - Apple Smart Connector - 3.5 mm audio jack connector | - Lightning Connector - Apple Smart Connector - 3.5 mm audio jack connector | - Lightning Connector - Apple Smart Connector - 3.5 mm audio jack connector | - Lightning Connector - Apple Smart Connector - 3.5 mm audio jack connector | - USB-C - Apple Smart Connector - Apple Magnetic Connector (Apple Pencil) | - USB-C - Apple Smart Connector - Apple Magnetic Connector (Apple Pencil) | - USB-C - Apple Smart Connector - Apple Magnetic Connector (Apple Pencil) | - USB-C - Apple Smart Connector - Apple Magnetic Connector (Apple Pencil) |
| Loa                          | Loa                          | Quad stereo | Quad stereo | Quad stereo | Quad stereo | Quad stereo | Quad stereo | Quad stereo | Quad stereo |
| Greenhouse gas emissions     | Greenhouse gas emissions     | 240 kg CO2e | 210 kg CO2e | 122 kg CO2e | 100 kg CO2e | 136 kg CO2e | 113 kg CO2e | 140 kg CO2e | 119 kg CO2e |